# Спасовданска литија
Спасовданска литија је традиционална литија која се одржава сваке године у Београду на дан градске славе, празник Вазнесења Христовог - Спасовдан.

## Историјат
Према договору угарског краља Жигмунда и деспота Стефана Лазаревића, који је склопљен крајем 1403. или почетком 1404. године, Београд је постао престоница Српске деспотовине. Поред опсежних грађевинских подухвата на обнови Београдске тврђаве, када су између осталог изграђене Деспотова капија и Деспотова кула, празник Вазнесења Христовог (Спасовдан) је установљен као градска крсна слава. Спасовдан, као симбол вазнесења и обнове, имао је важно место међу српским народом у средњем веку, што се рецимо огледа у чињеници да је управо на Спасовдан донет Душанов законик 1349. године.
Начин прославе градске крсне славе, који се и данас практикује, осмислио је 1862. године митрополит београдски Михаило Јовановић, по чијем предлогу је и изграђена Вазнесењска црква у Београду.
У ризници Вазнесењске цркве се чува аутентични славски барјак Управе града Београда из 1938. године.
Последња литија по доласку комуниста на власт у Југославији, одржана је 1947. године и том приликом су њени учесници били каменовани од стране скојеваца, да би убрзо и само одржавање литије било забрањено.
Од 1993. године, Спасовдан се поново прославља као градска крсна слава Београда, те је исте године обновљена и Спасовданска литија.

## Места  и време литије
Литија креће из Вазнесењске цркве. Раније је ишла улицама Кнеза Милоша, Краља Милана, Теразијама, Париском и Улицом кнеза Симе Марковића до Саборне цркве Светог архангела Михаила и Патријаршијског двора, да би се одатле преко Зеленог венца вратила до Вазнесењске цркве. Од 2021. године, литија иде од Вазнесењске цркве улицама Кнеза Милоша и Краља Милана, да би преко Славије и Булевара ослобођења дошла на плато испред храма Светог Саве.
Како је Спасовдан покретни празник, који се слави увек у четвртак 40 дана после Васкрса, он обично пада крајем маја или почетком јуна. Литија је раније кретала у јутарњим часовима, али на иницијативу патријарха српског Порфирија од 2021. године креће у 19.00 часова.

## Учесници литије
Спасовданску литију предводи патријарх српски, праћен епископима и другим архијерејима Српске православне цркве, као и свештеницима из храмова Архиепископије београдско-карловачке. Повремено буду присутни и игумани значајнијих манастира, попут Хиландара, Студенице...
Домаћин славе је градоначелник Београда или функционер градске управе који фактички обавља дужност првог човека града. На литији учествују и припадници Војске Србије, Жандармерије, оркестра Полиције, чланови певачких и фолклорних друштава...
На литијама се повремено проносе мошти деспота Стефана Лазаревића и Свете Петке, која је почивала у Београду до османског освајања 1521. године када су поробљени Београђани одведени у Цариград по заповести султана Сулејмана Величанственог, а чији је култ дубоко укорењен међу Београђанима до данас.

## Фото-галерија
- Спасовданска литија код Београђанке (10. јун 2021)
- Део литије 2023. године
- Део литије 2023. године
- Део литије 2023. године
- Литија 2023. године, са моштима Светог Николаја Велимировића
- Део литије 2023. године
- Литија 2023. године, са моштима Светог Николаја Велимировића